# Dulces compañías
Dulces compañías és una pel·lícula mexicana de 1996 dirigida per Óscar Blancarte. Va ser protagonitzada per Ana Martín, Roberto Cobo i Ramiro Huerta. El guió és basat en les peces teatrals Bajo el silencio i Un misterioso pacto, del dramaturg Óscar Liera.

## Sinopsi
Nora (Ana Martín), una professora de geografia, contracta els serveis d'un prostituto (Ramiro Huerta) als carrers de la Ciutat de Mèxic. No obstant això, l'home no és el que aparenta. Després del seu suposat ofici, s'amaga un psicòpata i ressentit social que a més de robar-la, tortura física i psicologicamente a Nora, fins a assassinar-la brutalment.
Un any després, la història es repeteix en el mateix apartament on Nora va ser assassinada. El mateix psicòpata és ara contractat per Samuel (Roberto Cobo), un actor i titellaire de 58 anys d'edat, que igual que Nora, serà víctima de la brutalitat i tortures de l'assassí.
El comú denominador de totes dues víctimes és l'extrema solitud que tots dos pateixen. La necessitat d'afecte és, al seu torn, el nexe que tenen amb el seu victimari.

## Repartiment
- Ana Martín... Nora
- Roberto Cobo... Samuel
- Ramiro Huerta... Assassí

## Comentaris
La pel·lícula està basada en dues peces del malmès dramaturg Óscar Liera, per la qual cosa l'acció transcorre gairebé per complet en un sol escenari i amb tot just dos protagonistes per segment. En general sempre s'intenta “obrir” les obres de teatre que són adaptades al cinema, afegint seqüències en exteriors per a evitar la sensació d'asfíxia que pot generar una pel·lícula que es manté tancada entre quatre parets. En el cas de Dolces companyies s'inclouen breus escenes on el psicòpata recorre alguns carrers de la Ciutat de Mèxic, així com fugaços flashbacks o ensomnis que transporten als personatges més enllà del departament per a mostrar fragments del seu passat, com les visites que fa Nora a algun antre d'estrípers degudament disfressada amb una perruca vermella. Tanmateix, això no disminueix la creixent claustrofòbia del relat, la qual cosa concorda amb el que es vol narrar encara que a alguns espectadors pugui resultar-los pesat.

## Premis
En la XXXVIII edició dels Premis Ariel va tenir dotze nominacions i sis premis.
| 1996 | Dulces compañías             | Millor pel·lícula   | Nominat   |
| 1996 | Oscar Blancarte              | Millor direcció     | Nominat   |
| 1996 | Ramiro Huerta i Roberto Cobo | Millor actor        | Nominat   |
| 1996 | Oscar Blancarte              | Millor guió adaptat | Nominat   |
| 1996 | Oscar Reynoso                | Millor banda sonora | Guanyador |
| 1996 | María Eugenia Castillejos    | Millor tema musical | Guanyador |
| 1996 | Miguel Sandoval              | Millor so           | Guanyador |